# Pfarrkirche Teufenbach

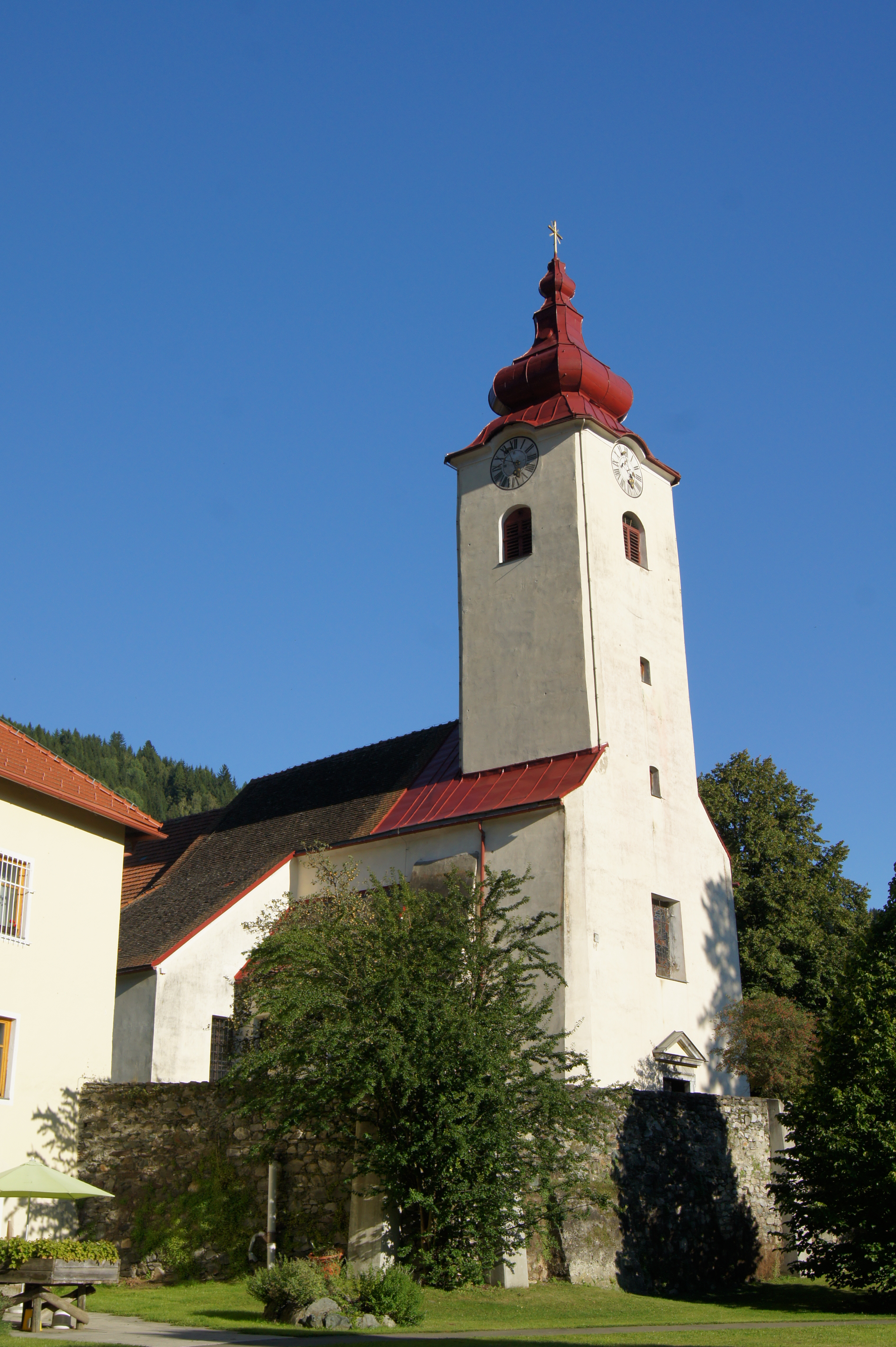
Katholische Pfarrkirche hl. Margareta in Teufenbach

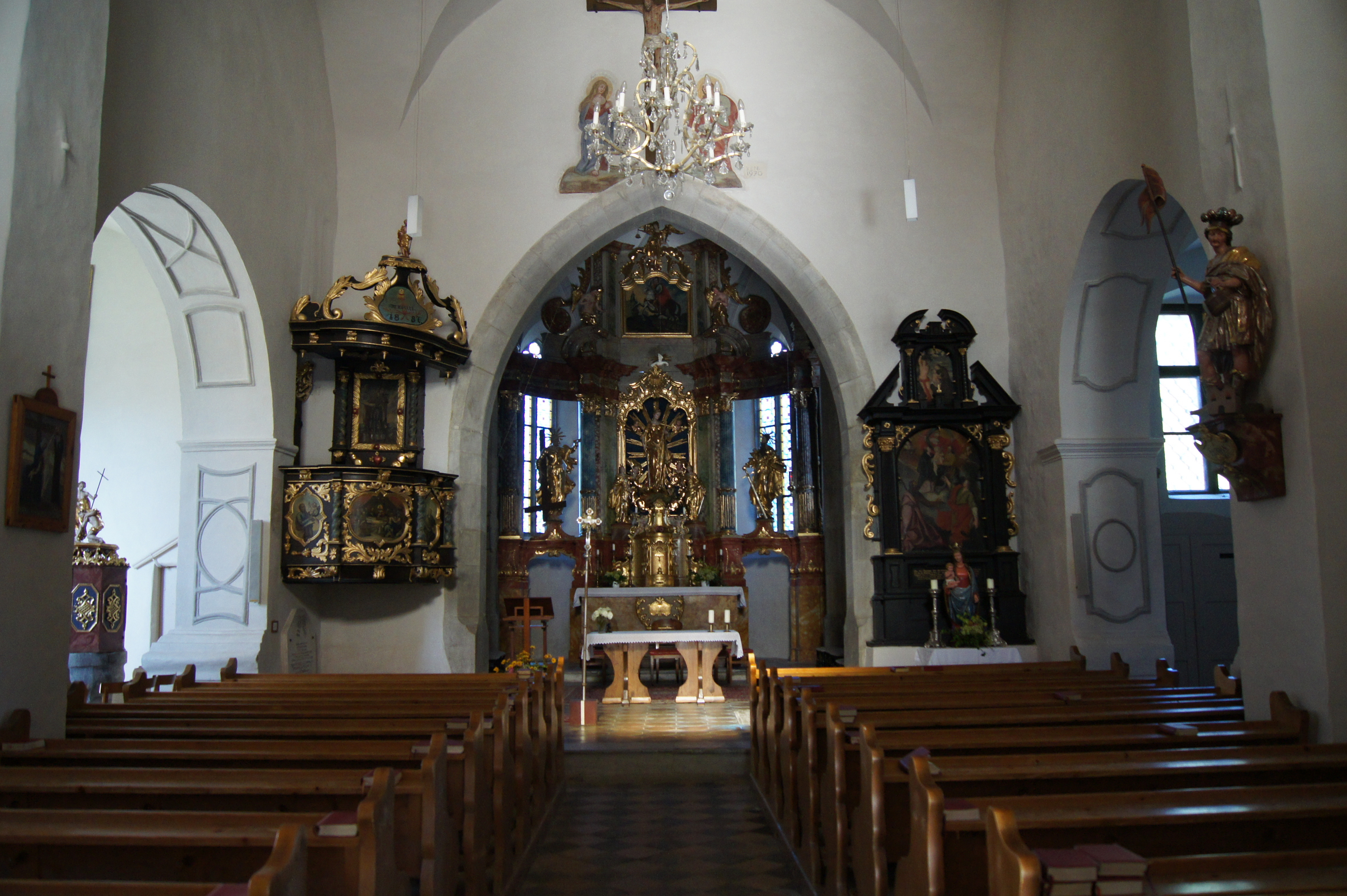
Langhaus, Blick zum Chor

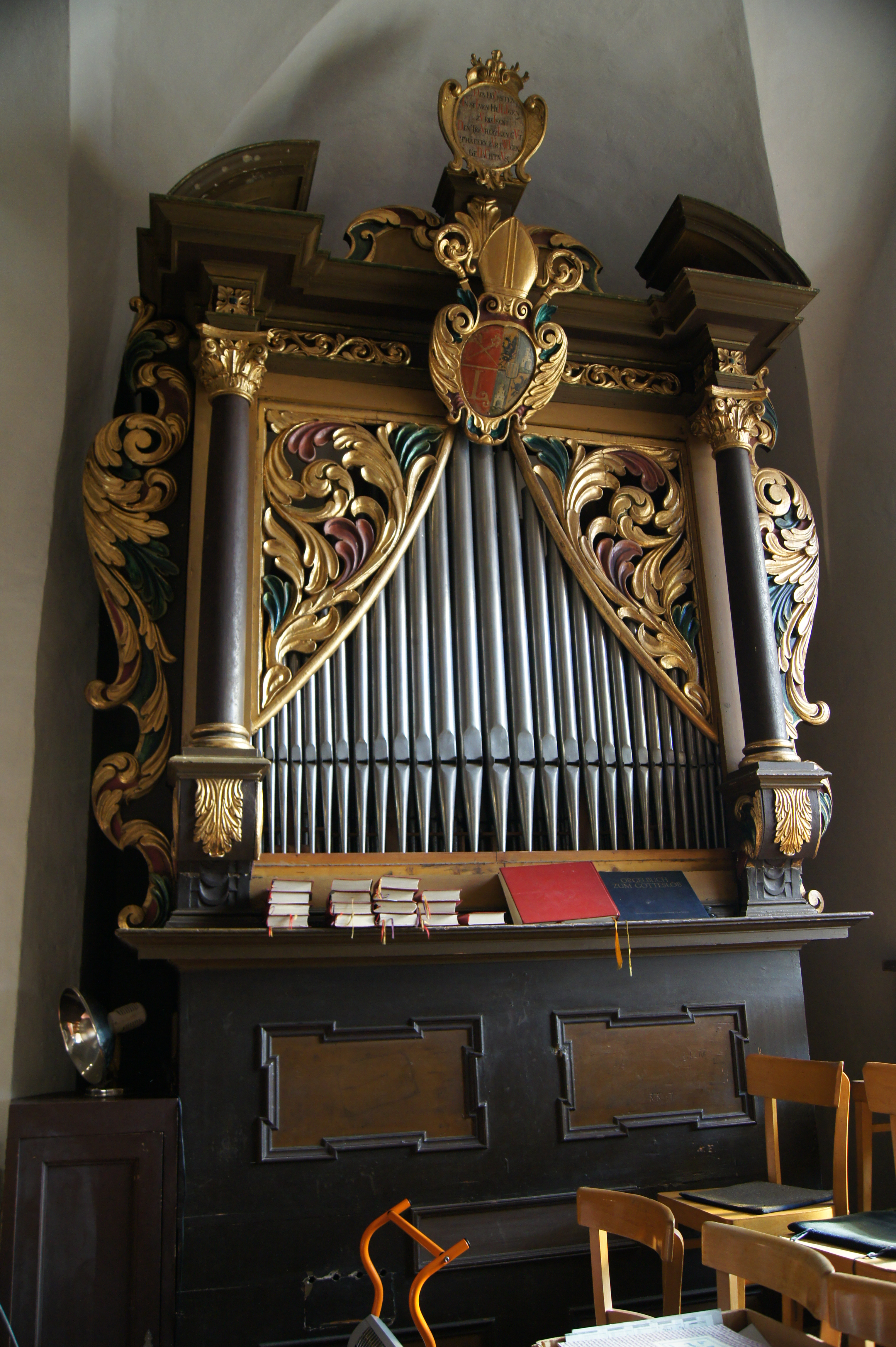
Orgel

Die römisch-katholische Pfarrkirche Teufenbach steht in der Ortschaft Teufenbach in der Gemeinde Teufenbach-Katsch im Bezirk Murau in der Steiermark. Die dem Patrozinium der hl. Margareta unterstellte Pfarrkirche gehört zur Region Obersteiermark West (Dekanat Murau) in der Diözese Graz-Seckau. Die Kirche und der ehemalige Friedhof stehen unter Denkmalschutz (Listeneintrag).

## Geschichte
Urkundlich wurde 1232 eine Kirche genannt. Der Chor wurde 1437 geweiht. Zwei Seitenkapellen wurden 1738 erbaut. Der Turm wurde 1744/1745 errichtet. Durch einen Brand 1855 wurde die Kirche beschädigt. Die Kirche wurde 1825, 1875, 1923, 1936, 1970 innen und 1975 außen restauriert.

## Architektur
Der Kirchenbau ist von einem ummauerten Kirchhof umgeben.
Das im Kern romanische Langhaus ist zweijochig und hat ein barockes Kreuzgratgewölbe aus dem 17. Jahrhundert, das Gewölbe ruht auf Wandpfeilern. Seitlich hat das Langhaus vier Seitenkapellen, mit Rundbogen zum Langhaus geöffnet, in den Rundbogenlaibungen gibt es teils einfache barocke Stuckfelder. Die gotische Südwestkapelle ist zweijochig mit Kreuzrippengewölben. Die Südostkapelle und die Nordostkapelle wurden 1738 erbaut, beide sind einjochig mit einem Kreuzgratgewölbe. Die Nordwestkapelle mit einem Kreuzgratgewölbe ist seicht (große Breite und geringe Tiefe im Verhältnis 4:1).
Der spitzbogige Fronbogen ist eingeschnürt/eingezogen.
Der eingezogene zweijochige Chor mit einem Fünfachtelschluss wurde 1437 geweiht, das Sternrippengewölbe hat aus einem Achteck entwickelte Dienste, die runden Schlusssteine zeigen mit Reliefs Lamm Gottes, Wappen Teuffenbach, Christus-Kopf.
Die gotische Sakristei steht nördlich am Chor.
Der eingestellte Westturm hat ein romanisches Untergeschoß, wurde 1744/1745 erhöht und trägt eine Haube mit einer Zwiebel. Das Westportal ist aus dem 17. Jahrhundert.
Die Kirche hat ein- und zweibahnige Fenster, teils mit Maßwerk, die Scheiben sind von 1887/1888. Das Fenster der Westempore zeigt die Glasmalerei heilige Cäcilia von Eduard Kratzmann 1910. An der Chorsüdseite befindet sich ein Fresko des heiligen Christophorus aus der Mitte des 15. Jahrhunderts, 1923 freigelegt, nur die Vorzeichnung ist erhalten. In der Südwestkapelle gibt es Freskenreste mit Rollwerkornament aus dem Ende des 16. Jahrhunderts. Am Fronbogen gibt es gemalte Assistenzfiguren Maria und Johannes um 1700, dazwischen hängt ein Holzkruzifix aus dem 16. Jahrhundert.

## Einrichtung
Der Hochaltar mit Säulen und Umgangsportalen den Chorschluss ausfüllend entstand in der Mitte des 18. Jahrhunderts wie auch alle Kapellenaltäre durch Balthasar Prandtstätter.
Der Fronbogenaltar von 1661 zeigt das Bild Heilige Familie mit den Heiligen Jakobus und Johannes Evangelist.
Die Seitenaltäre mit seitlich herabfallenden geschnitzten Vorhängen tragen Arbeiten von Balthasar Prandtstätter. Der Altar hl. Joseph entstand 1740, der gegenüberliegende Altar hl. Johann Nepomuk hat den gleichen Aufbau. Von Prandtstätter ist auch der Kreuz- und Leonhardaltar.
Die Kanzel entstand im ersten Viertel des 18. Jahrhunderts. Der Taufstein entstand in der ersten Hälfte des 16. Jahrhunderts, der Aufsatz trägt eine Gruppe Taufe Christi von Prandtstätter um 1740.
Das Orgelgehäuse aus 1792 zeigt das Wappen des St. Lambrechter Abtes Franz von Kaltenhausen, die Orgel stand ursprünglich in der dortigen Peterskirche. Das Orgelwerk entstand 1910.

## Grabdenkmäler
- Unter dem Chor befindet sich die Gruft der Adelsfamilie Teuffenbach.

- Im Chor: Doppelgrabstein des Offo von Teuffenbach gestorben 1609, von Philibert Pocabello errichtet.
- Am Fronbogen: Hochrelief des stehenden Offo in Rüstung, darüber ein Kreuzigungsrelief.
- Über der Sakristeitür: Offo kniend in Rüstung mit seinen beiden Frauen. Wappensteine Hemma Teuffenbach gestorben 1571 und Polykarp Teuffenbach gestorben 1543 und Hans Wagner von Wagensperg gestorben 1580.
- In der Taufkapelle: Rotmarmorstein Erasmus Teuffenbach gestorben 1566 mit seiner Frau und Kindern, vor einem Kruzifix kniend, im Aufsatz Christus als Weltenrichter.
- In der Kreuzkapelle: Andreas Teuffenbach gestorben 1506, mit Frau vor dem Gekreuzigten kniend, in Renaissance-Architekturrahmung. Halbfigurenstein Andras gestorben 1540, Mert gestorben 1532, Christoph gestorben 1556, Joachim gestorben 1554. Wappensteine Jakob gestorben 1538, Bernhard 1576, sowie ein Kindergrabstein. Als Antependium des Kreuzaltares ein Grabsteinaufsatz mit Auferstandenem für Franziskus von Teuffenbach.
- In der Leonhardskapelle: Rotmarmor mit Renaissance-Architektur-Rahmung in Rüstung vor dem Gekreuzigten kniend zu Balthasar von Teuffenbach gestorben 1559, Hans Teuffenbach gestorben 1542 und Regina von Dietrichstein ganzfigurig.
- In der Johannes-Nepomuk-Kapelle: Ciriac Teuffenbach gestorben 1582 vor einem Kruzifix kniend. Hans Waggin gestorben 1580 vor einem Kruzifix kniend sowie seine beiden Frauen. Wappenstein Hans Teuffenbach, gestorben 1541 und Franziscus Teuffenbach, gestorben 1579.
- Im Langhaus: Wappenstein Franz Josef Baron Putterer, gestorben 1714.

- Außen: Ganzfiguriger Grabstein Franz Teuffenbach gestorben 1578. Am Chor ovale Biedermeier-Schriftgrabsteine zu Katharina Gragger, gestorben 1825 und Julia Gragger, gestorben 1826.

Im Kirchhof steht eine barocke Kreuzgruppe aus dem 18. Jahrhundert. Beim Kirchhofeingang befinden sich zwei römische Inschriftstein-Fragmente.